# Thetidos
Thetidos is een geslacht van weekdieren uit de klasse van de Gastropoda (slakken).

## Soorten
- Thetidos globulosa (Hervier, 1897)
- Thetidos minutissima Fedosov & Stahlschmidt, 2014
- Thetidos morsura Hedley, 1899
- Thetidos pallida Fedosov & Stahlschmidt, 2014
- Thetidos puillandrei Fedosov & Stahlschmidt, 2014
- Thetidos tridentata Fedosov & Puillandre, 2012